# Кумакская
Кумакская — железнодорожная станция в Новоорском районе Оренбургской области в составе Кумакского сельсовета.

## География
Находится на расстоянии примерно 9 километров по прямой на юго-запад от районного центра села Новоорск.

## Климат
Климат резко континентальный. Среднегодовая температура воздуха составляет +1,5—2,0 °C. Температура самого холодного месяца (января) около −17 °C. Наиболее низкие температуры отмечаются преимущественно в декабре и январе. Самым тёплым месяцем в году является июль (+21 °C). Годовое количество осадков составляет от 300 до 350 мм год. Средняя дата установления снежного покрова 20-28 ноября, а средние сроки схода приходятся на первую половину апреля. Продолжительность безморозного периода 130—145 дней, продолжительность залегания снежного покрова 130—145 дней.

## История
Основана была как посёлок железнодорожников в 1928 году, когда начали прокладывать железнодорожную ветку «Орск — Троицк». с 1954 года — станция Кумак (ныне Кумацкая). Ныне станция утратила своё функциональное значение, с 2007 года постоянного населения на станции не стало.

## Население
Постоянное население не было учтено как в 2002 году, так и в 2010 году.